# Ozarchaea platnicki
Ozarchaea platnicki is een spinnensoort in de taxonomische indeling van de Pararchaeidae.
Het dier behoort tot het geslacht Ozarchaea. De wetenschappelijke naam van de soort werd voor het eerst geldig gepubliceerd in 2006 door Rix.